# Museu Van Gogh
O Museu Van Gogh (em neerlandês:  Van Gogh Museum) é um museu de arte localizado no município de Amsterdã, na província de Holanda do Norte nos Países Baixos. O museu é responsável pela preservação, conservação e difusão da obra do pintor holandês Vincent van Gogh. Situa-se na Praça dos Museus, próximo do Stedelijk Museum e do Rijksmuseum, na zona sul de Amsterdã.
Fundado em 1973, foi criado pelo Estado dos Países Baixos com apoio do sobrinho do pintor. A instituição é membro do Conselho Internacional de Museus e da Museumvereiniging (Fundação dos Museus Nacionais).
O museu possui a maior coleção de obras do pintor holandês, com aproximadamente 1.400 obras, que incluím pinturas, desenhos e cartas de Van Gogh, como também pinturas de artistas contemporâneos provenientes do século XIX. Realiza projetos de pesquisa e de aprendizagem sobre o pintor. Abriga exposições fixas e temporárias. Sua biblioteca conta com mais de 35.000 livros e artigos sobre Vincent van Gogh e seus contemporâneos. 
É o segundo museu de arte mais visitado dos Países Baixos, ficando atrás do Rijksmuseum. Em 2017, encontrava-se na posição 31 dentro da lista dos museus de arte mais visitados do mundo, segundo a Forbes. No mesmo ano, foi eleito o melhor museu do mundo por visitantes europeus.

## História

### Antecendentes
Durante sua vida, Vincent van Gogh conseguiu vender somente duas de suas obras. Após ter falecido em 1890, suas obras não vendidas foram herdadas pelo seu irmão mais novo, o comerciante de arte Theo van Gogh. Porém, Theo morreu seis meses depois de Vincent, deixando as obras nas mãos de sua viúva, Johanna van Gogh-Bonger. Vendendo algumas das pinturas de Vincent com o intiuto de divulgar o conhecimento de suas obras, Johanna manteve uma coleção particular de suas obras.
Com a morte de Johanna, em 1925, a coleção foi herdada pelo seu filho Vincent Willem van Gogh. Ele eventualmente emprestou a coleção à diversos museus, onde foi exibida por muitos anos. No início da década de 1960, mais precisamente em 1962, foi transferida para a Fundação Vincent van Gogh, iniciada por Vincent Willem e o Estado dos Países Baixos.

### Fundação
A história do Museu Van Gogh remonta ao ano de 1963, quando o Governo dos Países Baixos encomendou um prédio para abrigar a coleção ao arquiteto e designer de móveis holandês Gerrit Rietveld. Rietveld projetou o prédio tridimensional do museu, mas veio a falecer um ano depois, e dois arquitetos neerlandeses concluíram a construção. As obras de construção foram concluídas em 1973, sendo o museu inaugurado em 2 de junho de 1973 pela então rainha Juliana.

### Reforma e ampliação
De 1998 a 1999, o edifício foi reformado pelo arquiteto holandês Martien van Goor, e uma ala de exposição foi projetada pelo arquiteto japonês Kisho Kurokawa.
Em outubro de 2012, o museu fechou suas portas ao público para obras de reformas. Durante a reforma, 75 obras da coleção foram expostas no museu Hermitage Amsterdam. Após o fim das obras de reforma em março de 2013, o museu reabriu suas portas ao público.
De 2014 a 2015, foi construído um novo edifício de entrada feito totalmente de vidro, que foi projetado pelo escritório de arquitetura japonês Kisho Kurokawa Architect & Associates. O hall de entrada de vidro liga o edifício de Rietveld a ala de exposição de Kurokawa e fica situado na Praça dos Museus.

### Furtos de obras de arte
Em 1991, vinte pinturas foram roubadas do museu, entre elas a pintura inicial de Van Gogh, Os Comedores de Batata. Embora os ladrões tenham escapado do prédio, 35 minutos depois todas as pinturas roubadas foram recuperadas de um carro abandonado. Três pinturas – Campo de Trigo com Corvos, Natureza Morta com Bíblia e Natureza Morta com Frutas – foram severamente danificadas durante o furto. Quatro homens, incluindo dois guardas do museu, foram condenados pelo roubo e receberam sentenças de seis ou sete anos. É considerado o maior roubo de arte nos Países Baixos desde a Segunda Guerra Mundial.
Em 7 de dezembro de 2002, foram furtadas duas pinturas do museu, trepando-se ao telhado com a ajuda de cordas e uma escada. As obras roubadas foram Uma Congregação deixa a Igreja Reformada em Nuenen e Vista do Mar em Scheveningen. Dois holandeses foram condenados pelo roubo e receberam penas de quatro anos e meio, mas as pinturas não foram imediatamente recuperadas. O museu ofereceu uma recompensa de € 100.000 por informações que levassem à recuperação das pinturas. A Equipe de Crimes de Arte do FBI listou o roubo em sua lista dos dez principais crimes de arte e estimou que o valor combinado das pinturas em US $ 30 milhões. Em setembro de 2016, ambas as pinturas foram descobertas pela Guarda de Finanças em Castellammare di Stabia, na Itália, em uma vila pertencente ao narcotraficante da Camorra, Raffaele Imperiale. The two artworks were found in a "relatively good state", according to the Van Gogh Museum. As duas obras de arte foram encontradas em um "estado relativamente bom", de acordo com o Museu Van Gogh.

### Aniversário de 50 anos do Museu Van Gogh
Em comemoração aos cinquenta anos do Museu Van Gogh, o museu realizou na noite do dia 2 de junho de 2023 um show de luzes com duzentos drones na Praça dos Museus.
Em 27 de setembro de 2023, foi anunciado uma colaboração entre o Museu Van Gogh e a franquia japonesa Pokémon para comemorar o 50º jubileu do museu. A colaboração consiste, entre outros, em expor no museu pinturas de artistas japoneses que retratam personagens do Pokémon no estilo das pinturas de Vincent van Gogh com intiuto de atrair crianças e o público jovem no museu.

## Acervo
O Museu do Museu van Gogh tem a maior coleção de obras de Vincent van Gogh e conta com duzentas e trinta pinturas, quinhentos desenhos e setecentas de suas cartas. O acervo do museu conta também com obras de seus contemporâneos, como Paul Gauguin, Jozef Israëls, Claude Monet, Camille Pissarro, Georges Seurat, Paul Signac e Henri de Toulouse-Lautrec.
As pinturas estão expostas em ordem cronológica no primeiro e terceiro andar. A chamada Prentenkabinet no segundo andar expõe desenhos e pinturas.

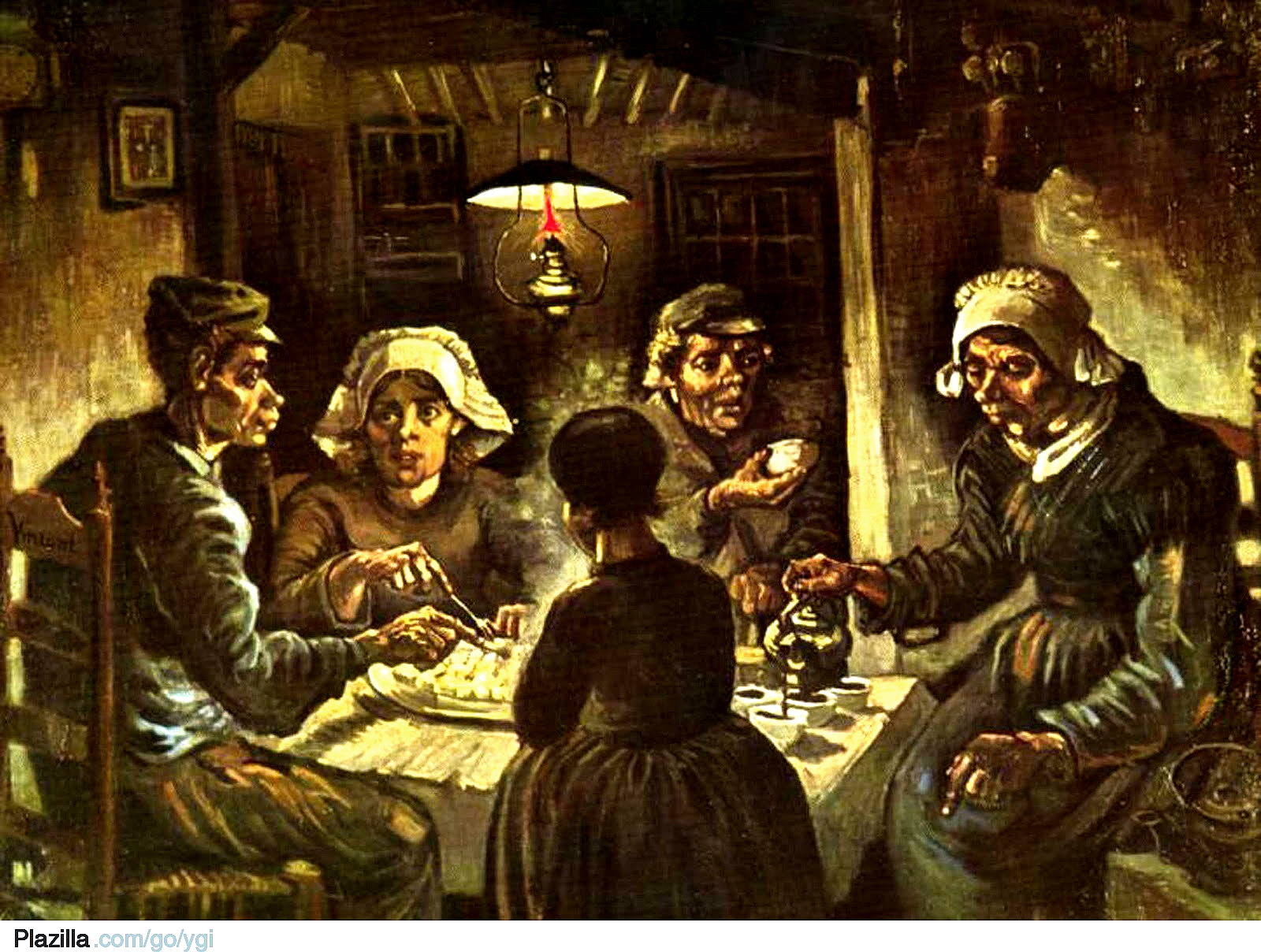
Os comedores de batatas, de Vincent van Gogh
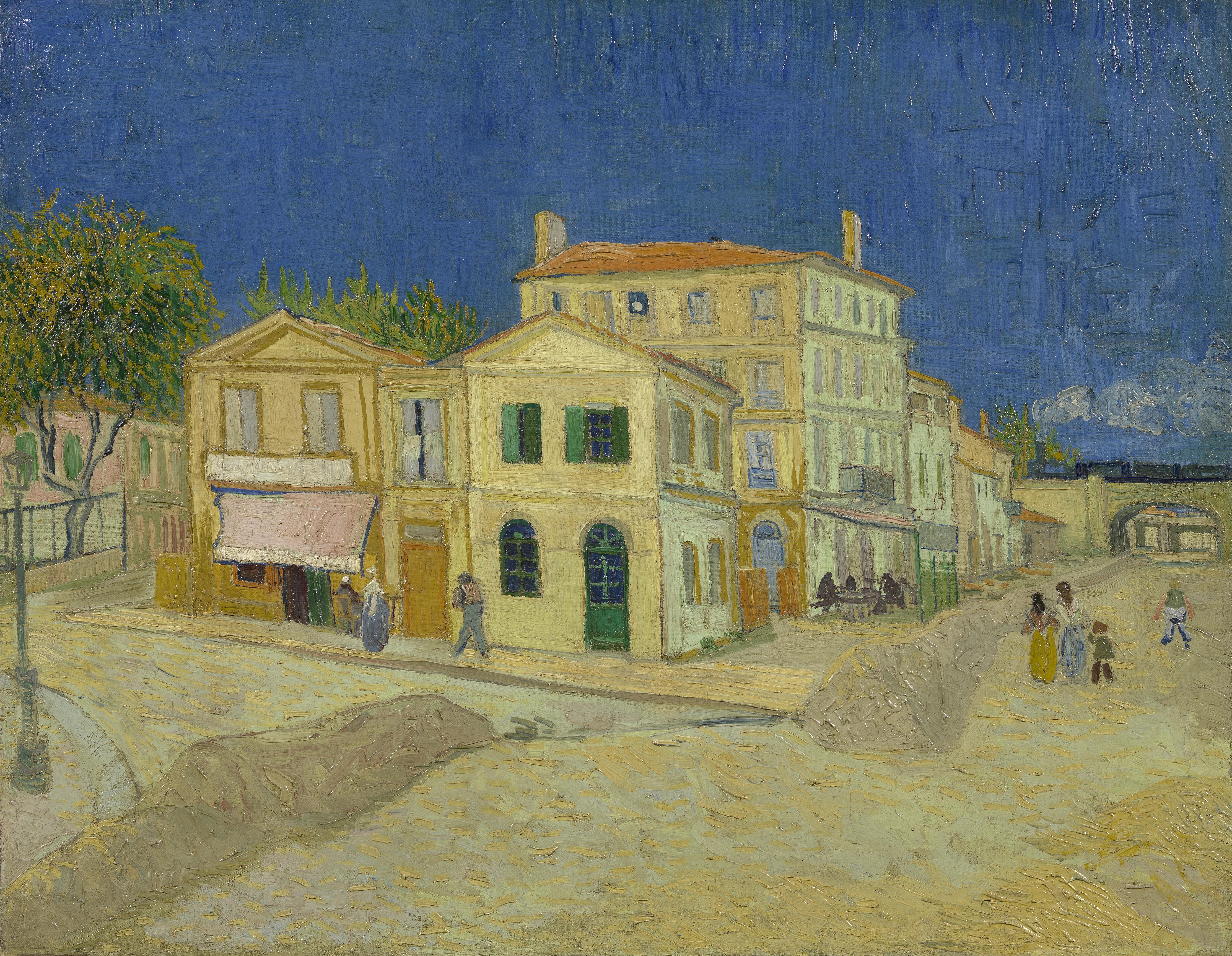
A Casa Amarela, de Vincent van Gogh
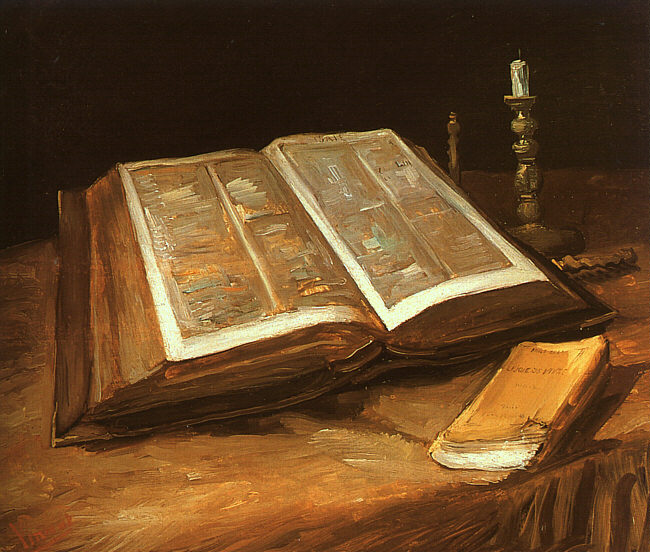
Natureza morta com Bíblia, de Vincent van Gogh
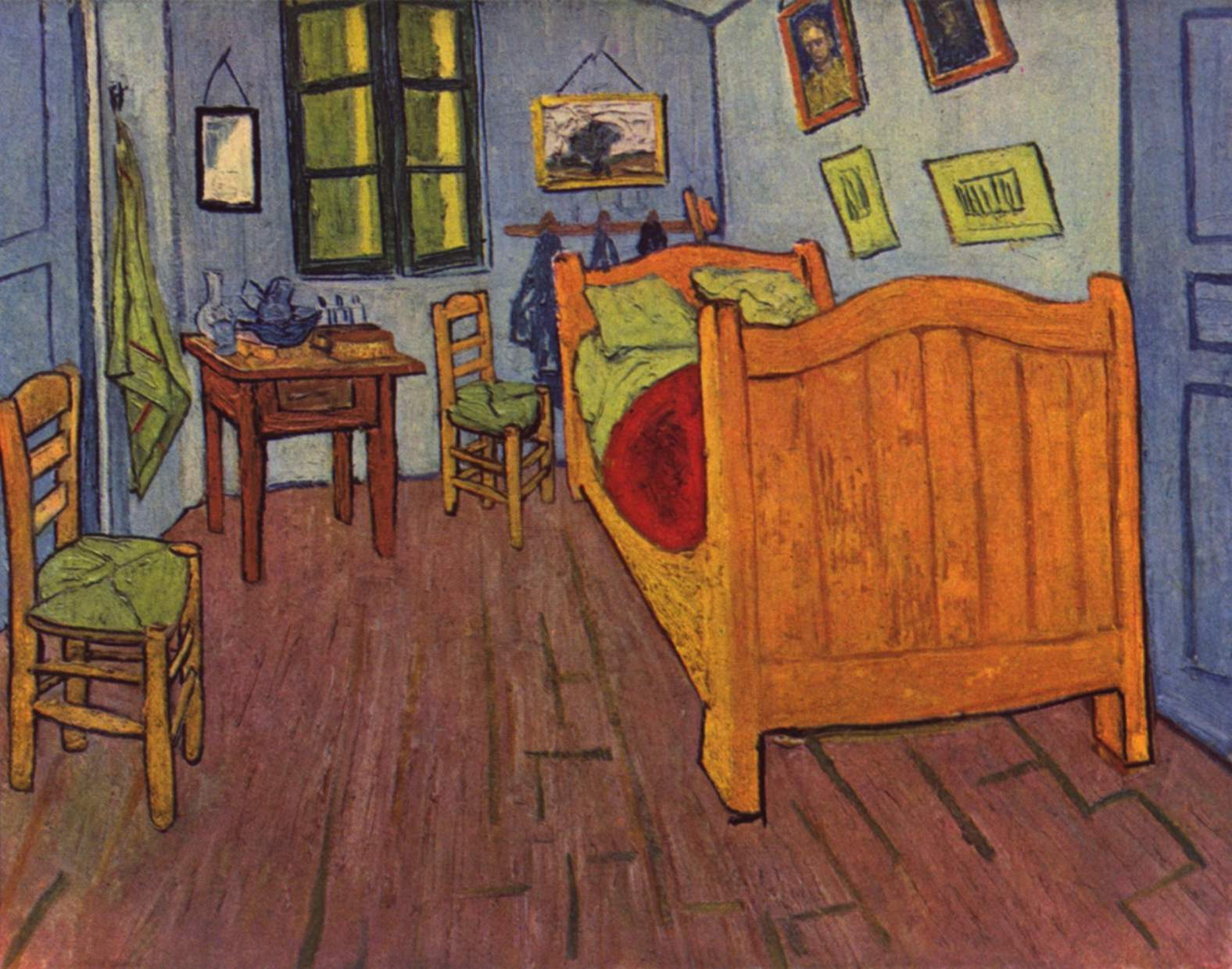
Quarto em Arles, de Vincent van Gogh
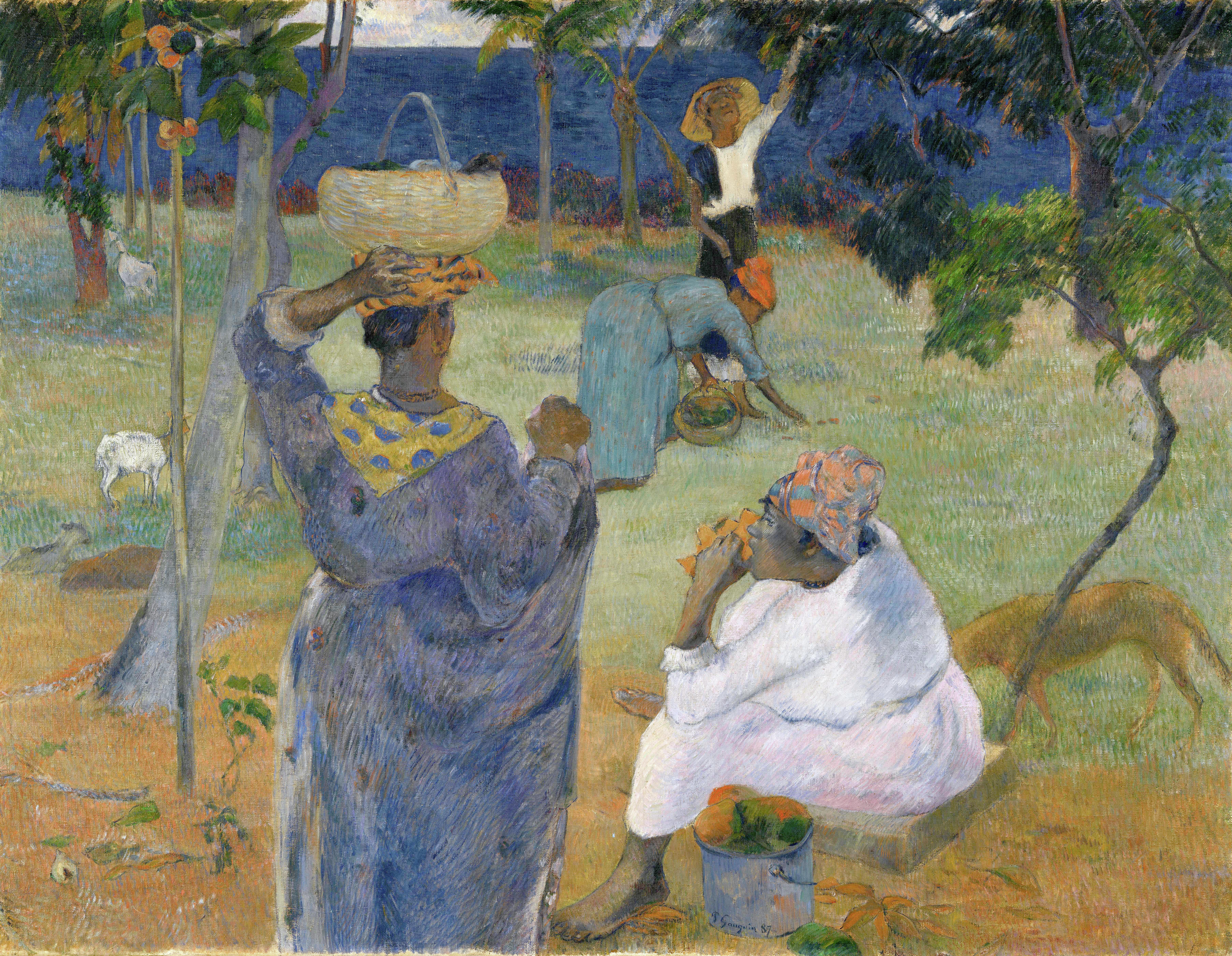
Entre as Mangas, de Paul Gauguin
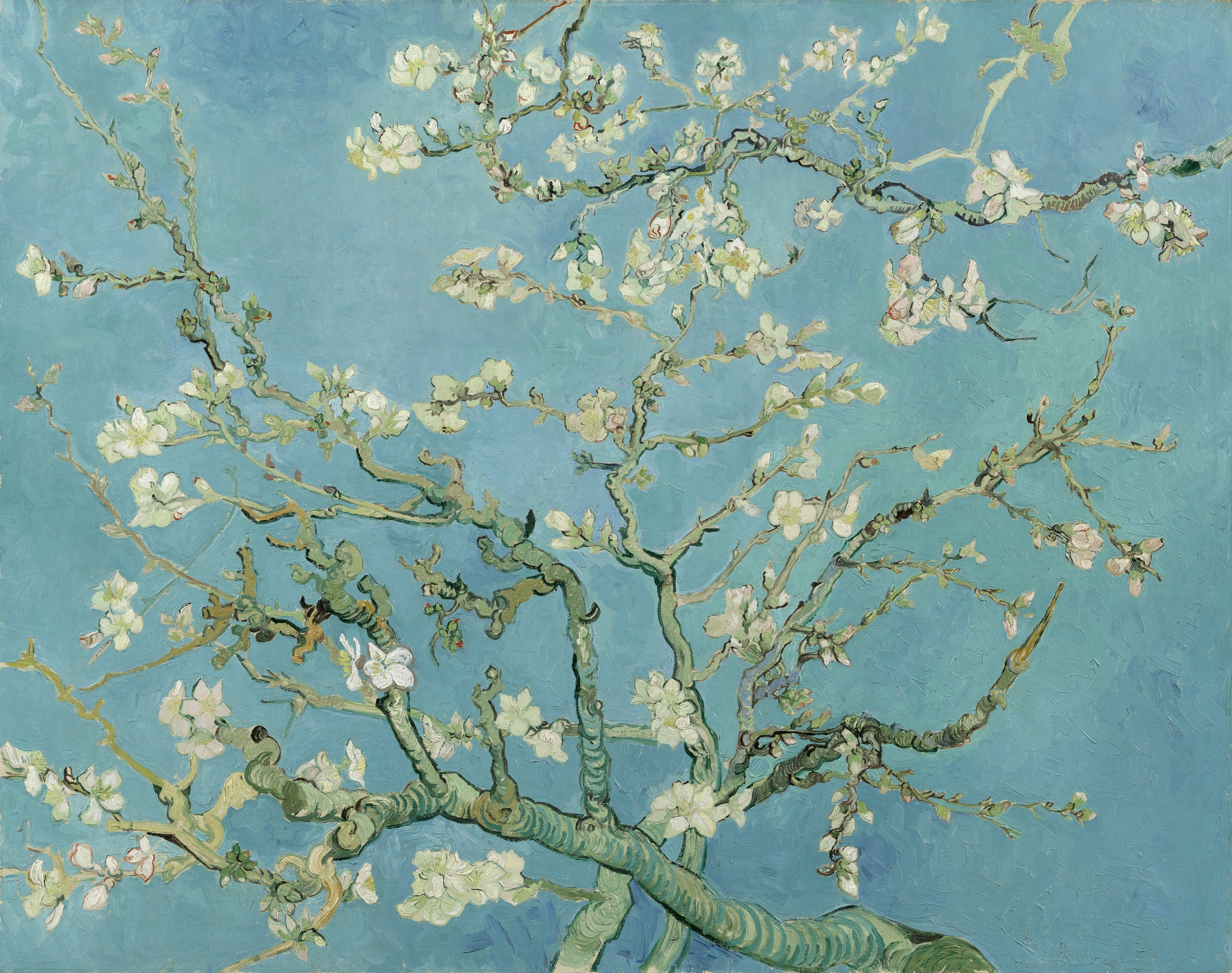
Amendoeira em Flor, de Vincent van Gogh
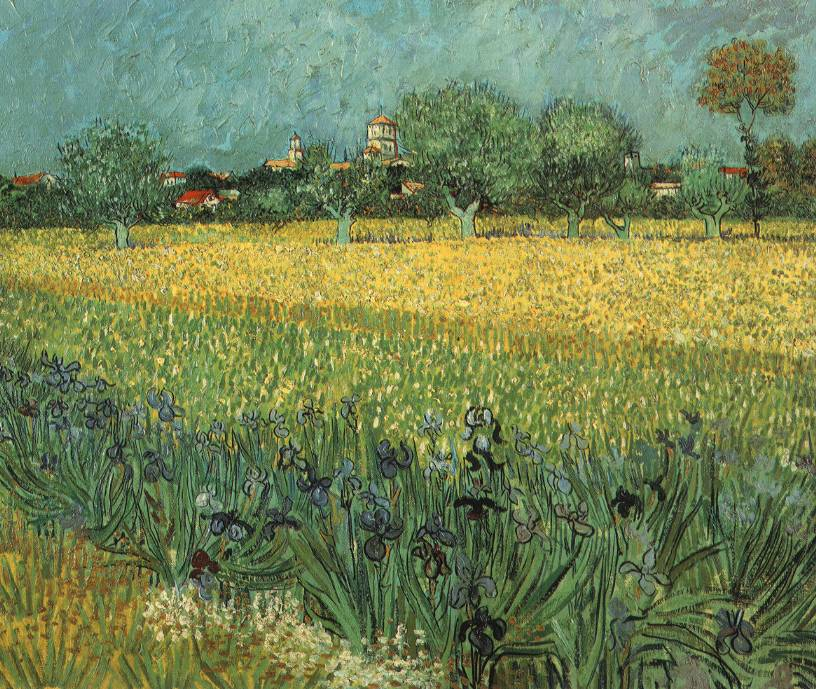
Vista de Arles com Lírios, de Vincent van Gogh

### Biblioteca
A Biblioteca possui mais de 35.000 livros e mais de 40 títulos de periódicos e adquiri por ano mais de 1.000 publicações. O Museu biblioteca fica localizado em  Gabriël Metsustraat 8, na Praça dos Museus.

## Meet Vincent Van Gogh Experience
O Museu Van Gogh tem uma esposição com uma experiência oficial intitulada Meet Vincent Van Gogh, que foi descrita como uma "exposição imersiva em 3D" itinerante usando tecnologia e técnicas audiovisuais de computador para cobrir a história da vida de Van Gogh através de imagens de suas obras. A primeira "experiência" foi realizada em 2016, em Pequim, e desde então excursionou globalmente pela Europa, Ásia e América do Norte.
O Meet Van Gogh Experience não apresenta obras de arte originais, pois são muito frágeis para viajar.  A "experiência" foi projetada em colaboração com a consultoria de design de museus Event Communications com sede em Londres, Event Communications (que projetou o Titanic Belfast), e ganhou um prêmio THEA de 2017 na categoria de Immersive Museum Exhibit: Touring.